# Абдул Хамид I
Абдул Хамид I (тур. Birinci Abdülhamit; Истанбул, 20. март 1725 — Истанбул, 7. април 1789), османски султан 1774 — 1789. године, када је преминуо од последица можданог удара.

## Детињство и младост
Рођен је у Цариграду. Био је млађи син султана Ахмеда III и Рабија Шерми султаније. Ахмед III абдицирао је у корист синовца Махмуда I, кога је наследио султан Осман III, те је након њега дошао султан Мустафа III, Ахмедов старији син.
Као потенцијални претендент на престо, био је затворен у кафесу од стране његових рођака и старијег брата. То је трајало све до 1767. године. Своје рано образовање добио је од своје мајке, која га је учила калиграфији и историји.
Наследио је свог брата 21. јануара 1774. године.

## Владавина
Услед његовог притвора, Абдул Хамид I није био упућен у државне афере и дешавања у спољној политици. Био је веома религиозан и мирне, пацифистичке, природе. Када је ступио на престо, ситуација у државној каси била је јадна, те није било новца да се Јаничари исплате.
Иако је био јако мирољубив, а ситуација у царству јако лоша, Османлије су морале хитно да наставе рат са Русијом. То је довело до потпуног слома Османлија код Суворова (Бугарска) и, срамног по Османлије, кучуккаинарџијског мира, потписаног 21. јула 1774. године. Овим миром је Русија добила део османске територије, као и право да интервенише у име православних Хришћана у османском царству
Султан Абдул Хамид I настојао је да реформише оружане снаге царства. Покушао је да реновира јаничарске јединице, као и морнарицу. Увео је нову артиљеријску јединицу. Приписује му се изградња царске академије морнаричког инжењеринга.
Покушао је да ојача османску контролу у Сирији, Египту и Ираку. Мањи успеси у њушењу буна у Сирији и Пелопонезу нису надокнадили губитак Крима, који је до 1774. био независтан, али у пракси под контролом Русије.
Русија се све више мешала у унутрашње афере османске империје под алибијем да то чини зарад добробити православних Хришћана који ту живе. Коначно, то је кулминирало османском објавом рата Русији 1787. године. Русији се убрзо придружила Аустрија. Османска империја је у почетку водила, међутим, 6. децембра 1788. Очаков је пао у руке Русије, а сви његови становници били су жртве руског масакра. Тај пораз је у потпуности сломио султанов дух, те је након тога убрзо и преминуо.
Иако је имао своје неуспехе, Абдул Хамид I био је јако вољен у народу и представљен од стране истог као најдарежљивији султан икада. Лично је управљао ватрогасном бригадом у време пожара у Истанбулу 1782. године. Народ га је изузетно ценио због његове преданости религији, те су га називали "Вели", што на турском значи светац. Био је окренут реформској политици, пажљиво је надзирао рад владе и радио је са државницима.
Године 1789. султан Типу, владар султаната Мисор, тражио је помоћ од султана Абдул Хамида I против Британаца. Султан је одбио позив уз образложење да је османска империја исцрпљена ратовима против Русије и Аустрије.
Султан Абдул Хамид I преминуо је од последица можданог удара 7. априла 1789. године. у 64 године живота у Истанбулу. Сахрањен је у Бахчекапију, гробници коју је изградио за себе.
Био је страствени узгајивач коња, те у његову част једна раса арапских коња носи његово име.
На престолу га је наследио синовац, султан Селим III, на кога је он имао велики утицај.

## Вођење политике
Дошавши на османски престо у тешким околностима, Абдул Хамид I је врло брзо схватио неопходност спровођења реформи. Са те тачке гледишта био је прави иницијатор нове политике, инспирисан реалистичком сликом ситуације у којој се Османско царство налазило: лично је водио ову политику, ослањајући се на способне велике везире који су делили његова схватања. Неки од њих су дуже остали на функцији, као на пример Џебеџизаде Мехмед-паша (1777-1778), Сејид Мехмед-паша (1779-1781), Халил Хамид-паша (1782-1785) и Коџа Јусуф-паша (1786-1789).

## Унутрашња ситуација Османског царства
Иако је Абдул Хамид I држао централну власт у рукама и иако је током читаве његове владавине владао мир у престоници, у провинцијама, како европским, тако азијским и афричким његов ауторитет једва признат јер су се неки великаши домогли веома важних положаја на локалном нивоу, искористивши тешкоће са којима се власт суочавала на плану спољне политике.
То је био случај у разним анадолским областима, у Сирији где је после шејха Дахира, Џазар Ахмед-паша наметнуо своју власт у јужној Сирији, Либану и Палестини, пошто је сломио локалне побуне; у Ираку где су Омер-паша (1744-1751) и Сулејман-паша (1780-1802) принудили бедуине на послушност, али и успоставили дистанцу према влади у Истанбулу, поготово Сулејман-паша, после победе над Персијанцима који су освојили јужни део Ирака- као и у Египту који су контролисали Мамелуци Али-бег ал Кабир (1768-1773), а затим Мурад-бег и Ибрахим-бег (1779-1798), уз пристанак владе после њеног неуспелог покушаја да поново успостави ауторитет. Западне провинције наставиле су да уживају веома високу аутономију и нису желеле да прекину везе са Истанбулом. У европским провинцијама догађања нису била ништа мање бурна, са више или мање аутономистичким, па чак и националистичким покретима у Тракији, Србији, Епиру (са чувеним намесником Јањине Тепеледен Али-пашом), Албанији и Црној Гори.
Султан још увек није покушавао, осим у ретким изузецима, да силом успостави централну власт, поготово што је спољна опасност стално претила Османском царству. Покушавао је да се нагоди са вођама тих покрета, додељујући им звања и положаје. Резултати су, међутим, били веома ситни, а неуспех тих покушаја навео је противнике да још јаче изразе своје тежње ка независности, посебно на финансијском и економском плану: највећи део такси и прихода који су имали да буду упућени у државну касу задржавали су за себе и своју земљу, а трговинску замену обављали су директно са страним трговцима. Судећи по овоме, ауторитет власти једва да је постојао.

## Породично стабло
|  |                           |  |  |  |  |  |  |  |  |  |  |  |  |  |  |  |
|  | 4. Мехмед IV              |  |  |  |  |  |  |  |  |  |  |  |  |  |  |  |
|  |                           |  |  |  |  |  |  |  |  |  |  |  |  |  |  |  |
|  |                           |  |  |  |  |  |  |  |  |  |  |  |  |  |  |  |
|  | 2. Ахмед III              |  |  |  |  |  |  |  |  |  |  |  |  |  |  |  |
|  |                           |  |  |  |  |  |  |  |  |  |  |  |  |  |  |  |
|  |                           |  |  |  |  |  |  |  |  |  |  |  |  |  |  |  |
|  | 5. Еметулах Рабија Гулнуш |  |  |  |  |  |  |  |  |  |  |  |  |  |  |  |
|  |                           |  |  |  |  |  |  |  |  |  |  |  |  |  |  |  |
|  |                           |  |  |  |  |  |  |  |  |  |  |  |  |  |  |  |
|  | 1. Абдул Хамид I          |  |  |  |  |  |  |  |  |  |  |  |  |  |  |  |
|  |                           |  |  |  |  |  |  |  |  |  |  |  |  |  |  |  |
|  |                           |  |  |  |  |  |  |  |  |  |  |  |  |  |  |  |
|  | 3. Рабија Шерми султанија |  |  |  |  |  |  |  |  |  |  |  |  |  |  |  |
|  |                           |  |  |  |  |  |  |  |  |  |  |  |  |  |  |  |
|  |                           |  |  |  |  |  |  |  |  |  |  |  |  |  |  |  |